# Список національних парків Словаччини
Система національних парків Словаччини  складається з дев'яти парків.

## Природоохоронна система
Національні парки є лише частиною системи природоохоронних територій та об'єктів, яка управляється міністерством охорони довкілля і включає наступні категорії:
- Національний парк (словац. Národný park; скорочення NP)
- Ландшафтна область під охороною (Chránená krajinná oblasť ; CHKO)
- Національний природний заповідник (Národná prírodná rezervácia; NPR)
- Природний заповідник (Prírodná rezervácia; PR)
- Національна пам'ятка природи (Národná prírodná pamiatka; NPP)
- Пам'ятка природи (Prírodná pamiatka; PP)
- Ареал під охороною (Chránený areál; CHA)
- Охороняемий елемент пейзажу (Chránený krajinný prvok; CHKP)
- Охороняеме місце зимівлі птахів (Chránené vtáčie územie; CHVÚ)
- Охороняеме дерево (Chránený strom; CHS)

## Національні парки
|  | № | Назва              | Оригінальна назва             | Площа, км² | Рік одержання статусу |
|  | - | ------------------ | ----------------------------- | ---------- | --------------------- |
|  | 1 | Велика Фатра       | Národný park Veľká Fatra      | 403,71     | 2002                  |
|  | 2 | Мала Фатра         | Národný park Malá Fatra       | 226,3      | 1988                  |
|  | 3 | Муранська полонина | Národný park Muránska planina | 203,18     | 1998                  |
|  | 4 | Низькі Татри       | Národný park Nízke Tatry      | 728        | 1978                  |
|  | 5 | П'єніни            | Pieninský národný park        | 37,5       | 1967                  |
|  | 6 | Полонини           | Národný park Poloniny         | 298,05     | 1997                  |
|  | 7 | Словацький Карст   | Národný park Slovenský kras   | 346,11     | 2002                  |
|  | 8 | Словацький Рай     | Národný park Slovenský raj    | 197,63     | 1988                  |
|  | 9 | Татри              | Tatranský národný park        | 738        | 1949                  |

## Ресурси Інтернету
- Національні парки на сайті міністерства туризму Словаччини